# Equipas ciclistas Continentais-Temporada de 2009
Na temporada de 2008-2009 (quinta dos Circuitos Continentais da UCI), cento trinta e três equipas ciclistas de categoria Continental (1 mais que na 4.ª edição) foram registados na União Ciclista Internacional representando a 44 países.
A Europa novamente o continente com mais equipas com 85. Começou-se a produzir um declive no número de equipas inscritas na América e um aumento na Ásia, sendo ambos continentes com 17 equipas quem seguiram ao velho continente. O país que mais equipas inscreveu, novamente os Estados Unidos com 13, seguido da Bélgica com 10 e a Austrália com 9.
Os países em que foram inscritos equipas desta categoria pela primeira vez foram: Andorra,  Croácia, Nova Zelândia e Suécia.

## Equipas por continente
| Continente | Nº equipas |
| ---------- | ---------- |
| Europa     | 85         |
| Ásia       | 17         |
| América    | 17         |
| Oceania    | 10         |
| África     | 4          |

## Equipas por país
| País           | Nº equipas |
| -------------- | ---------- |
| Estados Unidos | 13         |
| Bélgica        | 10         |
| Austrália      | 9          |
| Alemanha       | 7          |
| Dinamarca      | 7          |
| Portugal       | 6          |
| Japão          | 6          |
| Polónia        | 5          |
| Reino Unido    | 5          |
| Eslovênia      | 4          |
| França         | 4          |
| Países Baixos  | 4          |
| África do Sul  | 4          |
| Rússia         | 4          |
| Áustria        | 3          |
| Grécia         | 3          |
| Noruega        | 3          |
| China          | 3          |
| Espanha        | 2          |
| Chéquia        | 2          |
| Suíça          | 2          |
| Irão           | 2          |
| San Marino     | 2          |

| País          | Nº equipas |
| ------------- | ---------- |
| Malásia       | 2          |
| Colômbia      | 2          |
| Andorra       | 1          |
| Bulgária      | 1          |
| Croácia       | 1          |
| Eslováquia    | 1          |
| Estónia       | 1          |
| Hungria       | 1          |
| Irlanda       | 1          |
| Itália        | 1          |
| Luxemburgo    | 1          |
| Roménia       | 1          |
| Suécia        | 1          |
| Ucrânia       | 1          |
| Taipé Chinesa | 1          |
| Coreia do Sul | 1          |
| Indonésia     | 1          |
| Catar         | 1          |
| Canadá        | 1          |
| México        | 1          |
| Nova Zelândia | 1          |

## Lista de equipas
| País           | Nome                                            | Código UCI |
| -------------- | ----------------------------------------------- | ---------- |
| Andorra        | Andorra-Grandvalira                             | ANG        |
| Alemanha       | Continental Team Milram                         | CTM        |
| Alemanha       | Heizomat-Mapei                                  | TMH        |
| Alemanha       | LKT Team Brandenburg                            | LKT        |
| Alemanha       | Seven Stones                                    | TSS        |
| Alemanha       | Team Kuota-Indeland                             | TRS        |
| Alemanha       | Team Nutrixxion-Sparkasse                       | TSP        |
| Alemanha       | Thüringer Energie Team                          | TET        |
| Austrália      | Cinelli-Down Under                              | CDU        |
| Austrália      | Drapac-Porsche Cycling                          | DPC        |
| Austrália      | Fly V Australia                                 | VAU        |
| Austrália      | Praties                                         | PRA        |
| Austrália      | Ride Sport Racing                               | RSR        |
| Austrália      | Rush Racing                                     | TRR        |
| Austrália      | Savings & Loans Cycling Team                    | SLV        |
| Austrália      | Team Budget Forklifts                           | BFL        |
| Austrália      | Team Jayco-AIS                                  | SAI        |
| Áustria        | KTM-Junkers                                     | KTM        |
| Áustria        | RC Arbö-Wels Gourmetfein                        | RAD        |
| Áustria        | Tyrol - Team Radland Tirol                      | TYR        |
| Bélgica        | BKCP-Powerplus                                  | BKP        |
| Bélgica        | Jong Vlaanderen-Bauknecht                       | JVB        |
| Bélgica        | Josan-Isorex-Mercedes Benz Aalst                | JOS        |
| Bélgica        | Lotto-Bodysol                                   | PCW        |
| Bélgica        | Palmans-Cras                                    | PCO        |
| Bélgica        | Profel Continental Team                         | PZC        |
| Bélgica        | Revor - Jartazi Cyclingteam                     | REV        |
| Bélgica        | Sunweb-Pró Job Cycling Team                     | SUN        |
| Bélgica        | Telenet-Fidea Cycling Team                      | FID        |
| Bélgica        | Veranda's Willems                               | WIL        |
| Bulgária       | Cycling Clube Bourgas                           | CCB        |
| Canadá         | Planet Energy                                   | TRP        |
| Catar          | Doha Team                                       | DOT        |
| China          | Max Success Sports                              | MSS        |
| China          | Qinghai Tianyoude Cycling Team                  | TYD        |
| China          | Trek-Marco Polo Cycling Team                    | MPC        |
| Taiwan         | Giant Asia Racing Team                          | GNT        |
| Colômbia       | Boyacá es para Viverla                          | BOY        |
| Colômbia       | Colômbia es Pasión-Coldeportes                  | CEP        |
| Coreia do Sul  | Seoul Cycling                                   | SCT        |
| Croácia        | Loborika                                        | LOB        |
| Dinamarca      | BlueWater-Cycling for Health                    | BWC        |
| Dinamarca      | Glud & Marstrand-Horsens                        | GLU        |
| Dinamarca      | Team Capinordic                                 | CPI        |
| Dinamarca      | Team Concordia-Vesthimmerland Pro Cycling       | VPC        |
| Dinamarca      | Team Designa Køkken                             | TDK        |
| Dinamarca      | Team Energi Fyn                                 | TEF        |
| Dinamarca      | Team Stenca Trading                             | TST        |
| Eslováquia     | Dukla Trencin-Merida                            | DUK        |
| Eslovênia      | Adria Mobil                                     | ADR        |
| Eslovênia      | Motomat-Delo Revije                             | MDR        |
| Eslovênia      | Radenska-KD Financial Point                     | RAR        |
| Eslovênia      | Sava                                            | SAK        |
| Espanha        | Burgos Monumental-Castilla y León               | VMC        |
| Espanha        | Orbea                                           | ORB        |
| Estados Unidos | Amore & Vita-McDonald's                         | AMO        |
| Estados Unidos | Bissell Pro Cycling                             | BPC        |
| Estados Unidos | Colavita-Sutter Home presented by Cooking Light | COL        |
| Estados Unidos | DLP Racing                                      | DLP        |
| Estados Unidos | Jelly Belly Cycling Team                        | JBC        |
| Estados Unidos | Kelly Benefit Strategies                        | KBS        |
| Estados Unidos | Kenda Pro Cycling presented by Spinergy         | KPC        |
| Estados Unidos | Land Rover-Orbea                                | LRO        |
| Estados Unidos | Ouch presented by Maxxis                        | OCM        |
| Estados Unidos | Rock Racing                                     | RRC        |
| Estados Unidos | Team Mountain Khakis-Ep-No                      | TMK        |
| Estados Unidos | Team Type 1                                     | TT1        |
| Estados Unidos | Trek Livestrong                                 | TLS        |
| Estónia        | Meridiana-Kalev Chocolate Team                  | KCT        |

| País          | Nome                                            | Código UCI |
| ------------- | ----------------------------------------------- | ---------- |
| França        | Auber 93                                        | AUB        |
| França        | Besson Chaussures-Sojasun                       | SAU        |
| França        | Bretagne-Schuller                               | BSC        |
| França        | Roubaix-Lille Métropole                         | RLM        |
| Grécia        | Heraklion-Nessebar                              | TKT        |
| Grécia        | SP Tableware-Gatsoulis Bikes                    | SPT        |
| Grécia        | Team Worldofbike.gr                             | WOB        |
| Hungria       | Betonexpressz 2000-Limonta                      | BLM        |
| Indonésia     | Polygon Sweet Nice Team                         | PSN        |
| Irão          | Azad University Iran                            | IAU        |
| Irão          | Petrochemical Tabriz Cycling Team               | TPT        |
| Irlanda       | An Post-Sean Kelly Team                         | SKT        |
| Itália        | Centri della Calzatura                          | CDC        |
| Japão         | Aisan Racing Team                               | AIS        |
| Japão         | Blitzen Utsunomiya Pro Racing                   | BLZ        |
| Japão         | EQA-Meitan Hompo-Graphite Design                | EQA        |
| Japão         | Matrix-Powertag                                 | MTR        |
| Japão         | Shimano Racing Team                             | SMN        |
| Japão         | Team Bridgestone-Anchor                         | BGT        |
| Luxemburgo    | Continental Team Differdange                    | CCD        |
| Malásia       | Letua Cycling Team                              | L2A        |
| Malásia       | MNCF Cycling Team                               | MCF        |
| México        | Tecos de la Universidad Autónoma de Guadalajara | TUA        |
| Noruega       | Joker-Bianchi                                   | TMB        |
| Noruega       | Sparebanken Vest-Ridley                         | SPV        |
| Noruega       | Team Trek-Adecco                                | TTA        |
| Nova Zelândia | Subway-Avanti Cycling Team                      | SWA        |
| Países Baixos | Cycling Team Jo Piels                           | CJP        |
| Países Baixos | KrolStonE Continental Team                      | KST        |
| Países Baixos | Rabobank                                        | RB3        |
| Países Baixos | Van Vliet-EBH-Elshof                            | VVE        |
| Polónia       | CCC Polsat Polkowice                            | CCC        |
| Polónia       | DHL-Author                                      | DHL        |
| Polónia       | Legia-Felt                                      | LEG        |
| Polónia       | Mroz Continental Team                           | MRO        |
| Polónia       | Team Utensilnord                                | UTE        |
| Portugal      | Barbot-Siper                                    | BSP        |
| Portugal      | Centro Ciclismo de Loulé-Louletano              | CCL        |
| Portugal      | Liberty Seguros                                 | LSE        |
| Portugal      | LA-Rota dos Móveis                              | FRM        |
| Portugal      | Madeinox-Boavista                               | MAD        |
| Portugal      | Palmeiras Resort-Prio                           | PRT        |
| Reino Unido   | CandiTV-Marshalls Massa R.T.                    | CTV        |
| Reino Unido   | Carmiooro-A Style                               | CMO        |
| Reino Unido   | Endura Racing                                   | EDR        |
| Reino Unido   | Rapha Condor                                    | RCR        |
| Reino Unido   | Team Halfords                                   | HAF        |
| Chéquia       | AC Sparta Praha                                 | ASP        |
| Chéquia       | CK Windoor's Pribram                            | WIN        |
| Roménia       | Tusnad Cycling Team                             | TCT        |
| África do Sul | House of Paint                                  | HOP        |
| África do Sul | MTN Cycling                                     | MTN        |
| África do Sul | Team Konica Minolta/Bizhub                      | KON        |
| África do Sul | Team Neotel                                     | NEO        |
| Rússia        | Cycling Team Kuban                              | KUB        |
| Rússia        | Lokomotiv **                                    | LOK        |
| Rússia        | Katyusha Continental Team                       | KTA        |
| Rússia        | Moscow                                          | MOW        |
| San Marino    | Amica Chips-Knauf *                             | AMI        |
| San Marino    | Miche-Silver Cross-Selle Italia                 | MIE        |
| Suécia        | Magnus Maximus Coffee.com                       | CSP        |
| Suíça         | Atlas-Romer's Hausbäckerei                      | ARH        |
| Suíça         | Nazionale Elettronica-New Slot-Hadimec          | HAD        |
| Ucrânia       | ISD-Sport-Donetsk                               | ISE        |

* Equipa suspendida desde 29 de maio.
** Equipa suspendida desde 1 de março.